# Ангарская улица (Москва)
Анга́рская улица (название утверждено 23 января 1964 года; с 1923 года по 1964 год — Пролетарская улица) — улица в Северном административном округе города Москвы на территории района Западное Дегунино и Дмитровского района.

## Происхождение названия

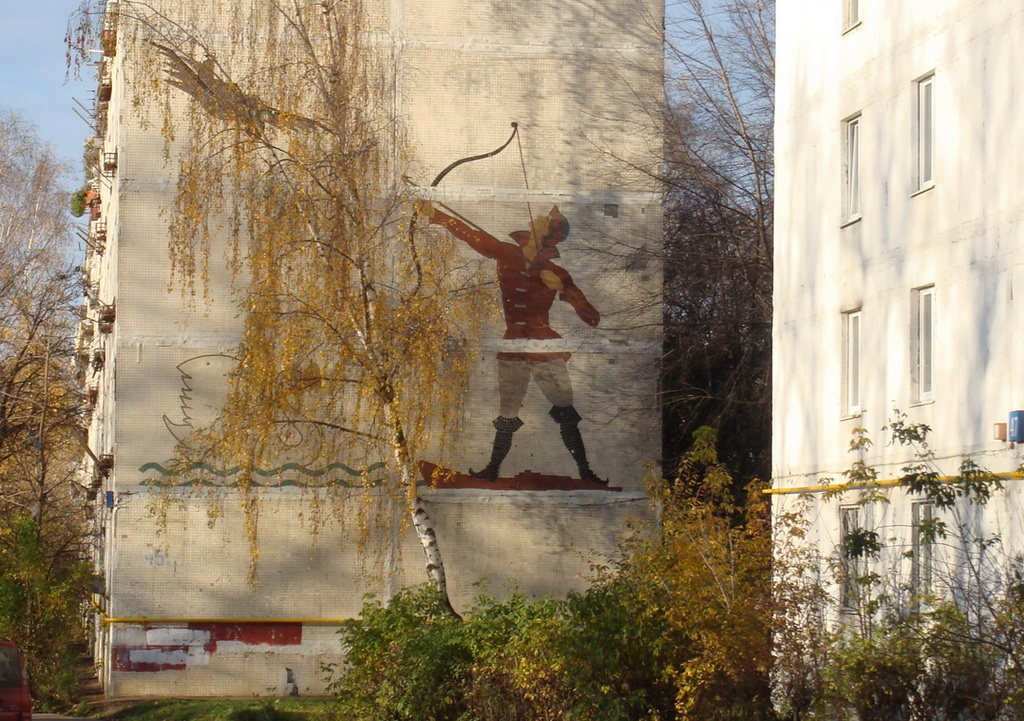
Ангарская улица д. 45, корп. 1 с панно «Сказка о царе Салтане» (снесён в 2009 году)

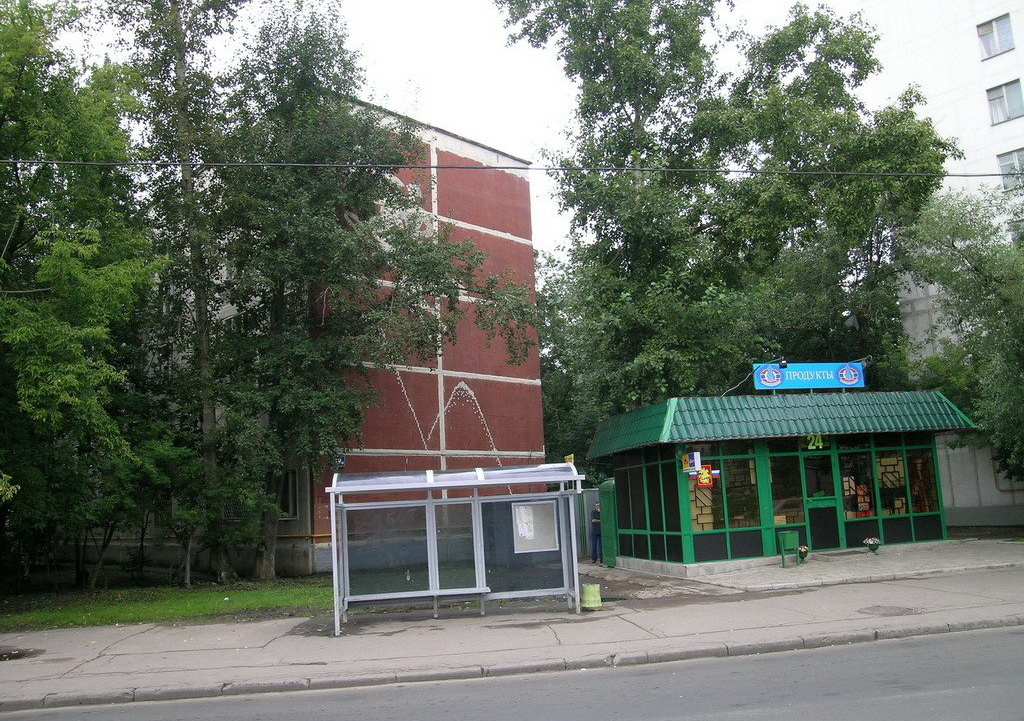
Ангарская улица д. 49, корп. 1 с панно «Конёк-Горбунок» (снесён в 2011 году)

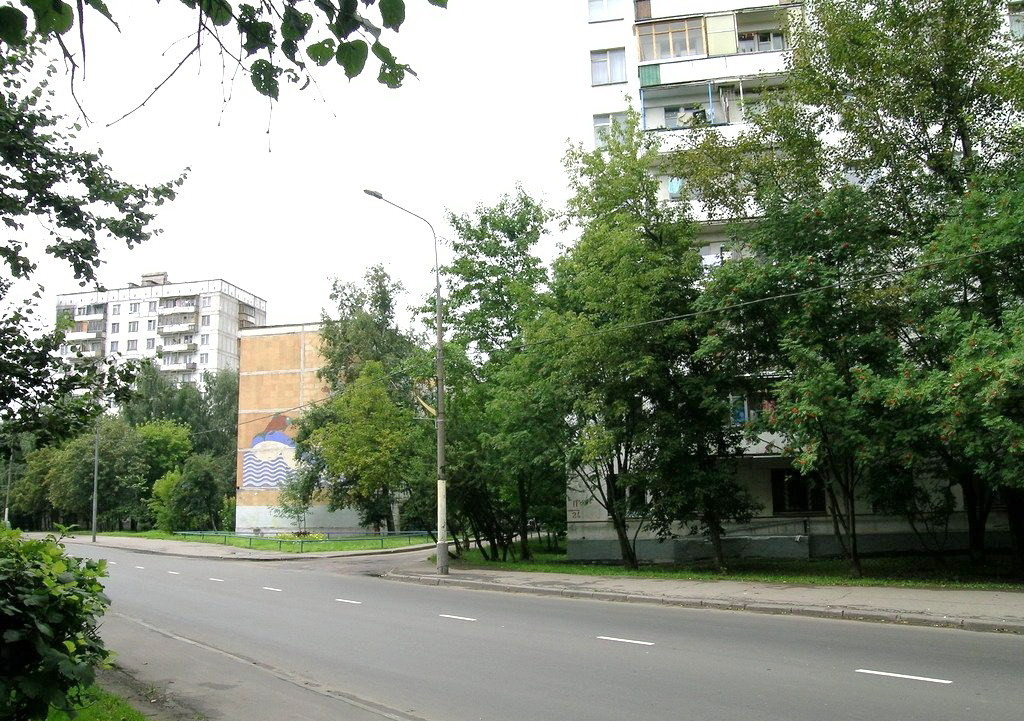
Ангарская улица д. 53, корп. 1 с панно «Сказка о рыбаке и рыбке» (снесён в 2007 году)

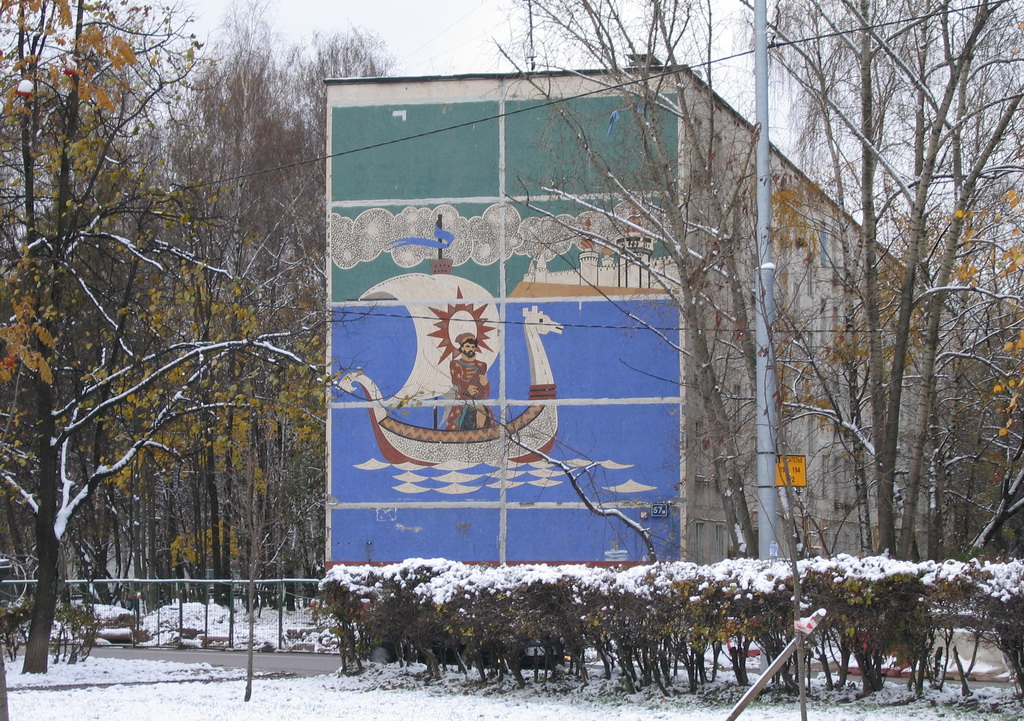
Ангарская улица д. 57, корп. 1 с панно «Садко» (снесён в 2011 году)

Улица названа по названию города Ангарск Иркутской области в 1964 году, ранее тут находился поселок Краснооктябрьский.

## Расположение
Начинается от соединения Путейской улицы и Новой улицы, затем пересекает Весеннюю улицу, Коровинское шоссе, Проектируемый проезд № 6176, соединяющий улицу с Клязьминской улицей, Проектируемый проезд № 6175, Проектируемый проезд № 4599, соединяющий улицу с улицей Софьи Ковалевской, и заканчивается примыканием к Клязьминской улице.

## Здания и сооружения

### Нечетная сторона
- № 1, корп. 1 —  аптека.
- № 1, корп. 2 — кафе «Мархал».
- № 1, корп. 3 — «Мои документы».
- № 13 — магазин «Атак».
- № 17 — универсам «Пятёрочка».
- № 21 — магазин «Орловский», товары для животных.
- № 32/18 — универсам «Пятёрочка».
- № 39 — кафе «Готика», универсам «Магнит».
- № 41 — ателье.
- № 43, корп. 1 — магазин «Продукты».
- № 61 — универсам «Пятёрочка».
- № 65 — магазин «Продукты».
- № 67, корп. 1 — универсам «Пятёрочка».
- № 69 — универсам «Магнит».

### Четная сторона
- № 6 — парикмахерская «Ivan-Art», аптека «120 на 80», магазин «Продукты».
- № 10 — стоматология «Улыбка-Эл», оптика.
- № 20а — многоэтажный гаражный  комплекс.
- № 20, корп. 1 — Межрайонная уголовно-исполнительная инспекция № 9.
- № 22а — школа №2098 имени Л.М. Доватора (структурное подразделение "Школа №2").
- № 22, корп. 1 — «Семейная парикмахерская», аптека, магазин «Обжора», магазин «Крошкин Дом».
- № 24 — поликлиника № 138 САО, женская консультация при поликлинике № 138 САО.
- № 24а — фитнес-клуб «Арт-спорт».
- № 26 — АТС 905, 906 в коде 499 ЦУС «Петровский-1».
- № 26, корп. 1 — парикмахерская «Маюша», магазин оргтехники «Картридж-М», «Бэби-клуб», продуктовый магазин «Ваш магазин».
- № 28, корп. 2 — аптека «Полифарм», магазин «Пряжа, вышивка», стоматология «Деймос», книжный магазин «Сорока», магазин «Секонд-хенд», парикмахерская «Классная», салон-парикмахерская.
- № 30/25 — Почта России (отделение № 412-125412), магазин «Продукты», ателье, парикмахерская, фотоуслуги.
- № 42, стр. 1 — кафе «У Сильвы».
- № 42, стр. 2 — бесплатный туалет.

## Достопримечательности
К улице примыкает парк «Ангарские пруды».
Улица также была примечательна домами модификации К-7 1969 года постройки, с художественными панно со стороны улицы. На панно были выполнены сюжеты из сказок «Сказка о царе Салтане» (д. 45, корп. 1, снесен в 2009 году), «Конёк-Горбунок» (д. 49, корп. 1, снесён в феврале 2011 года.), «Сказка о рыбаке и рыбке» (д. 53, корп. 1, снесен в 2006 году) и «Садко» (д. 57, корп. 1, снесен в 2010 году).

## Транспорт

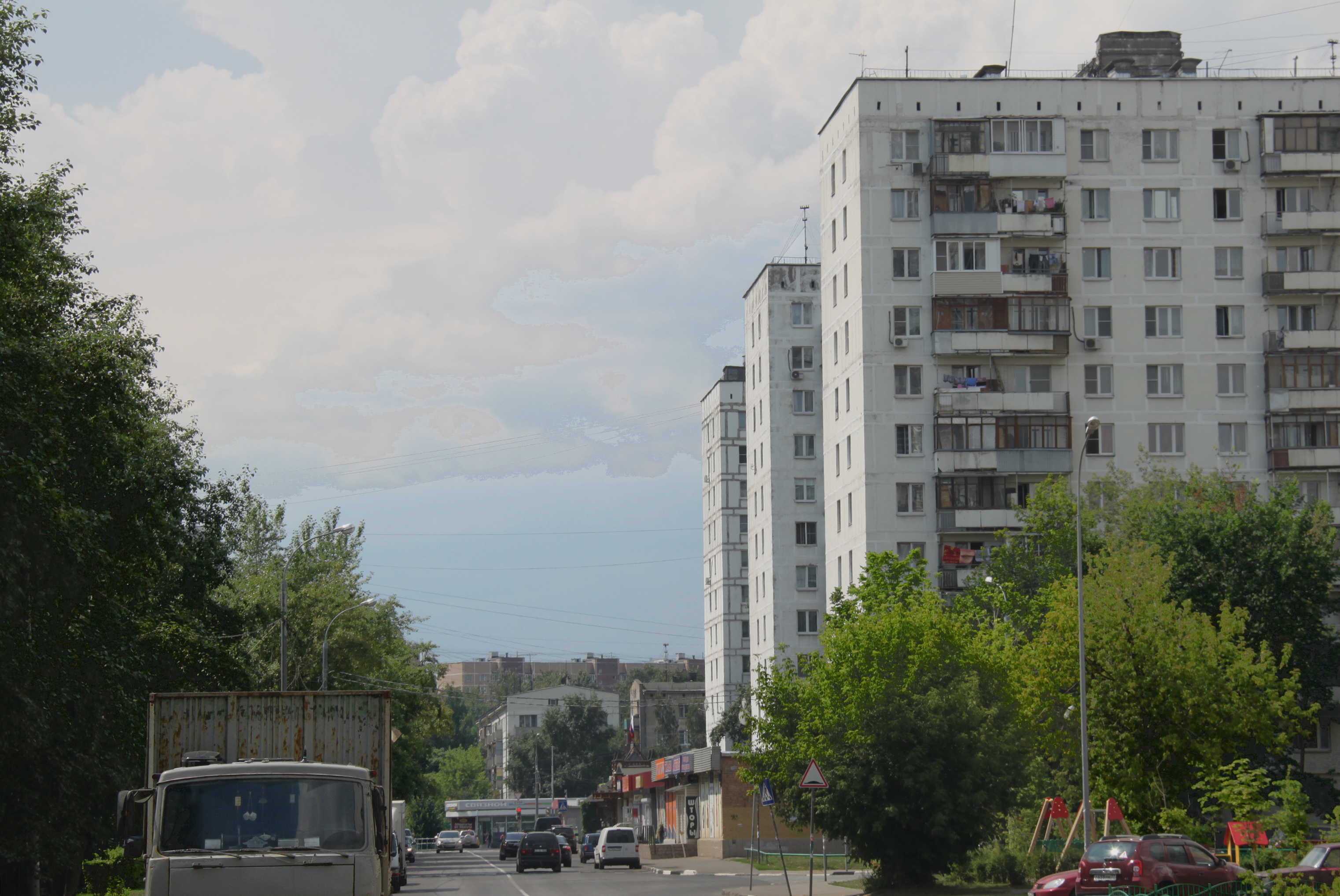
Вид на пересечение улицы с Коровинским шоссе от Дмитровского парка

### Автобусы
- № 154 — платформа Грачёвская — ВДНХ-(Главный Вход)
- № 191 — платформа Грачёвская —  Селигерская
- № 194 — Коровино —  Петровско-Разумовская
- № 215 — платформа Грачёвская —  Петровско-Разумовская (с заездом к платформе Моссельмаш Октябрьской железной дороги)
- № 215к — платформа Грачёвская —  Селигерская (без заезда к платформе Моссельмаш Октябрьской железной дороги)
- № 270 — платформа Грачёвская —  Речной вокзал
- № 571 — платформа Грачёвская —  Отрадное
- № 591 — платформа Грачёвская —  Войковская
- № 672 — Коровино —  Селигерская
- № 928 — платформа Грачёвская — станция Лосиноостровская

### Маршрутные такси
- № 1014 — платформа Грачёвская — «Ашан-Алтуфьево» — платформа Грачёвская